# Skimmervägstekel
Skimmervägstekel (Caliadurgus fasciatellus) är en stekelart som först beskrevs av Maximilian Spinola 1808.  Skimmervägstekel ingår i släktet skimmervägsteklar, och familjen vägsteklar. Arten är reproducerande i Sverige.